# Nidia Marcela Osorio
Nidia Marcela Osorio (Itagüí, 1965) es una política y economista industrial colombiana se ha desempeñado como concejal de Itagüi, representante a la Cámara por Antioquia y senadora de Colombia.

## Biografía
Es hija de Héctor Osorio Montoya, contador, y Regina Salgado de Osorio, política itagüiseña que durante casi treinta años fungió cómo concejal de su ciudad. Tiene tres hermanos: Beatriz, Gloria y Mario. Osorio es Economista Industrial egresada de la Universidad de Medellín, con especializaciones en Gerencia Financiera de la Universidad Pontificia Bolivariana y en Gobierno Público de la Universidad de Medellín.
Osorio comenzó su vida en el sector público cómo Analista de Impuestos de la Alcaldía de Itagüí en 1986, para luego ascender al cargo de Jefe de Compras de la administración municipal de esa población, ubicada al sur de Medellín. Posteriormente, sería nombrada como Directora de Rentas Municipales de Itagüí, para en 1994 pasar a la Secretaría General de la Empresa Antioqueña de Energía (EADE); en 1996 sería nombrada subgerente de CORVIDE, luego en 1998 subgerente de MI RIO y posteriormente, en el año 2001, fue nombrada gerente de CAJANAL regional Antioquia.
En los periodo 2004-2007 y 2008-2009, Osorio se desempeñó como concejal del municipio de Itagüí y durante un año como presidenta del Concejo del mismo municipio.
En las elecciones legislativas de 2010 fue elegida representante a la Cámara por el departamento de Antioquia en representación del Partido Conservador, al alcanzar 48.961 votos.

## Gestión legislativa
El 20 de julio de 2010, con 48.961 votos a favor, Nidia Marcela osorio se posesionó como Representante a la Cámara por Antioquia.
En el marco de su cargo legislativo, es miembro de la Comisión Cuarta, encargada de Asuntos económicos.
 Como parte de su gestión logró incluir en la reforma tributaria la exclusión de impuestos a “los alimentos de consumo humano donados a favor de los bancos de alimentos legalmente constituidos”; consiguió que se eliminara el cobro de intereses a créditos educativos del ICETEX para estudiantes vulnerables;; también logró que se realizaran modificaciones específicas al Sistema General de Regalías para que los entes territoriales cuyos índices de pobreza sean los más altos de Colombia, puedan acceder a una mayor cantidad de recursos, para financiar planes, proyectos y programas que a largo plazo logren aumentar su autonomía fiscal.

### Iniciativas
El trabajo legislativo de Osorio se ha identificado por su participación en las siguientes iniciativas:
- Coautora de un Proyecto de Ley "Por medio del cual se adiciona el artículo 11 de la Constitución Política, sobre el derecho fundamental a la vida humana" orientado a prohibir el aborto. Archivado.
- Coautora de un Proyecto de Ley "Por el cual se adiciona el numeral 1 del artículo 183 de la Constitución Política de Colombia", que buscaba eliminar la sanción a los congresistas con conflicto de interés en el trámite de actos legislativos. La Corte Constitucional declaró que la ley era contraria a la Constitución. Declarado inexequible.
- Coautora de un Proyecto de Ley "Por la cual se dictan medidas de protección a las víctimas de la violencia". Retirado.
- Ponente de un Proyecto de Ley “Por medio de la cual la Nación rinde homenaje póstumo en memoria del general de división José María Córdova Muñoz, héroe de Boyacá, Chorros Blancos, Pichincha y Ayacucho.”
- Ponente de un proyecto de Ley “Por la cual se expide el Plan Nacional de Desarrollo 2010-2014.”